# منظار أليافي

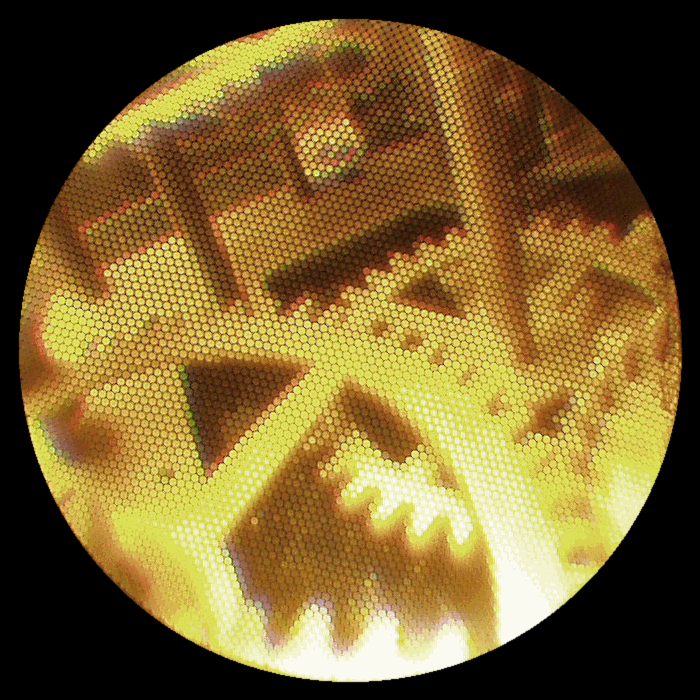
صورة داخل ساعة مأخوذة بواسطة الفايبرسكوب.

المنظار الأليافي أو الفايبرسكوب (بالإنجليزية: fiberscope)‏ يعني منظار الألياف وهو عبارة عن جزمة ألياف بصرية بطرف ينتهي بمنظار عيني والطرف الآخر ينتهي بعدسة. يستخدم لأعمال الفحص، غالباً لفحص القطع الصغيرة في الأجهزة المجمعة ويكون من الصعب جداً الوصول إلى الداخل للفحص.

## وصف الجهاز
تستخدم عدسة واسعة الزاوية وغالباً يكون المنظار العيني موصولاً على كاميرا أو شاشة لعرض الصورة. تستخدم بعض أنواع المنظار الأليافي ليف ضوئي إضافي لنقل الضوء من الخارج إلى الداخل لتسهيل الرؤية والحصول على صورة أوضح.

## الاستخدامات
يستخدم المنظار الأليافي في الطب وتشغيل المعادن وإصلاح الحواسيب والتجسس وصناعة الأقفال وفتح الخزائن وفي طب شرعي الحاسوب وغيرها.